# 湯目景康
湯目 景康（ゆのめ かげやす）は、安土桃山時代から江戸時代前期にかけての武将。伊達氏の家臣。同名の孫（津田玄蕃景康）と区別するため津田豊前景康と表記される。

## 出自
湯目氏は陸奥国長井郡の国人。南北朝時代に伊達氏が長井郡を攻略するとその家臣となった。

## 生涯
永禄7年（1564年）、長井郡筑茂城主・湯目重康の子として生まれる。天正5年（1577年）、伊達政宗が元服するとその側近となり、人取橋の戦い・摺上原の戦い・葛西大崎一揆鎮圧戦などに従軍。天正19年（1591年）、政宗が岩出山に転封されると栗原郡佐沼城主となり、1,500石を知行する。
文禄4年（1595年）、政宗が秀次事件に関与したとして謹慎を命じられた際には、中島宗求と共に伏見の津田が原にて豊臣秀吉に直訴し、処分を解くことに成功した。この功により景康は1,000石を加増されると共に、政宗から津田が原に因んで「津田」の姓を与えられ津田景康と改名した。
慶長5年（1600年）には奉行に任命され、慶長15年（1610年）に亘理郡坂元城主となるが、元和2年（1616年）には大坂夏の陣での功により3,800石に加増されて再び佐沼城主となった。寛永13年（1636年）、政宗の跡を継いだ仙台藩2代藩主・伊達忠宗により評定役に任命され、奉行職は嫡男・頼康が引き継いだ。
寛永15年（1638年）2月17日、死去。享年75。

## 系譜
- 父：湯目重康
- 母：大津光本の娘
- 正室：西（高泉隆景の娘）
  - 津田頼康
  - 高泉定康（高泉隆景の養子）
  - 笠原盛康（笠原隆康の養子）
  - 津田行康
  - 津田千兼

## 登場作品
- 『独眼竜政宗』（1987年NHK大河ドラマ、演：金田明夫）